# Leeds Town Hall
Leeds Town Hall er en bygning på Headrow i Leeds i England. Den blev tegnet af Cuthbert Brodrick i nygotisk stil og bygget i perioden 1853–1858. Bygningen er fredet (Grade I) og er et af de største rådhuse i Storbritannien.
Bygningen blev indviet af Dronning Victoria og var ved sin indvielse den højeste bygning i Leeds, hvilket varede ved helt indtil 1966.
Bygningen husede oprindeligt byens rådhus, domhus, en politistation, en koncertsal og lokaler til brug for lokale aktiviteter. Leeds Town Hall benyttes fortsat af de kommunale myndigheder til et folkeregisterkontor og til bryllupper, men øvrige kommunale funktioner er i dag henlagt til andre bygninger. Den primære hal, den rigt dekorerede Victoria Hall, benyttes i dag til klassiske koncerter. Stedets orgel er blandt de største i Europa.
Den 14. og 15. marts 1941 blev Leeds bombet af Luftwaffe og bygningens østlige side blev kraftigt beskadiget.
I dag benyttes bygningen primært til koncerter, både klassiske og moderne musik, udstillinger m.v. Der afholdes ligeledes en række festivaler i Bygningen, herunder Leeds International Film Festival og Leeds International Beer Festival.
Starten af Tour de France i 2014 var henlagt til Leeds Town Hall.

## Galleri
- Leeds Town Hall
- Indgangsparti
- Indvendigt i Leeds Town Hall
- Orglet i Leeds Town Hall

## Eksterne links
- Wikimedia Commons har flere filer relateret til Leeds Town Hall
- Leeds City Council information om Leeds Town Hall Arkiveret 21. juni 2008 hos  Wayback Machine
- Virtuel gennemgang af Leeds Town Hall Arkiveret 19. august 2002 hos  Wayback Machine

53°48′01″N 1°32′59″V / 53.8003°N 1.5497°V